# Sōja

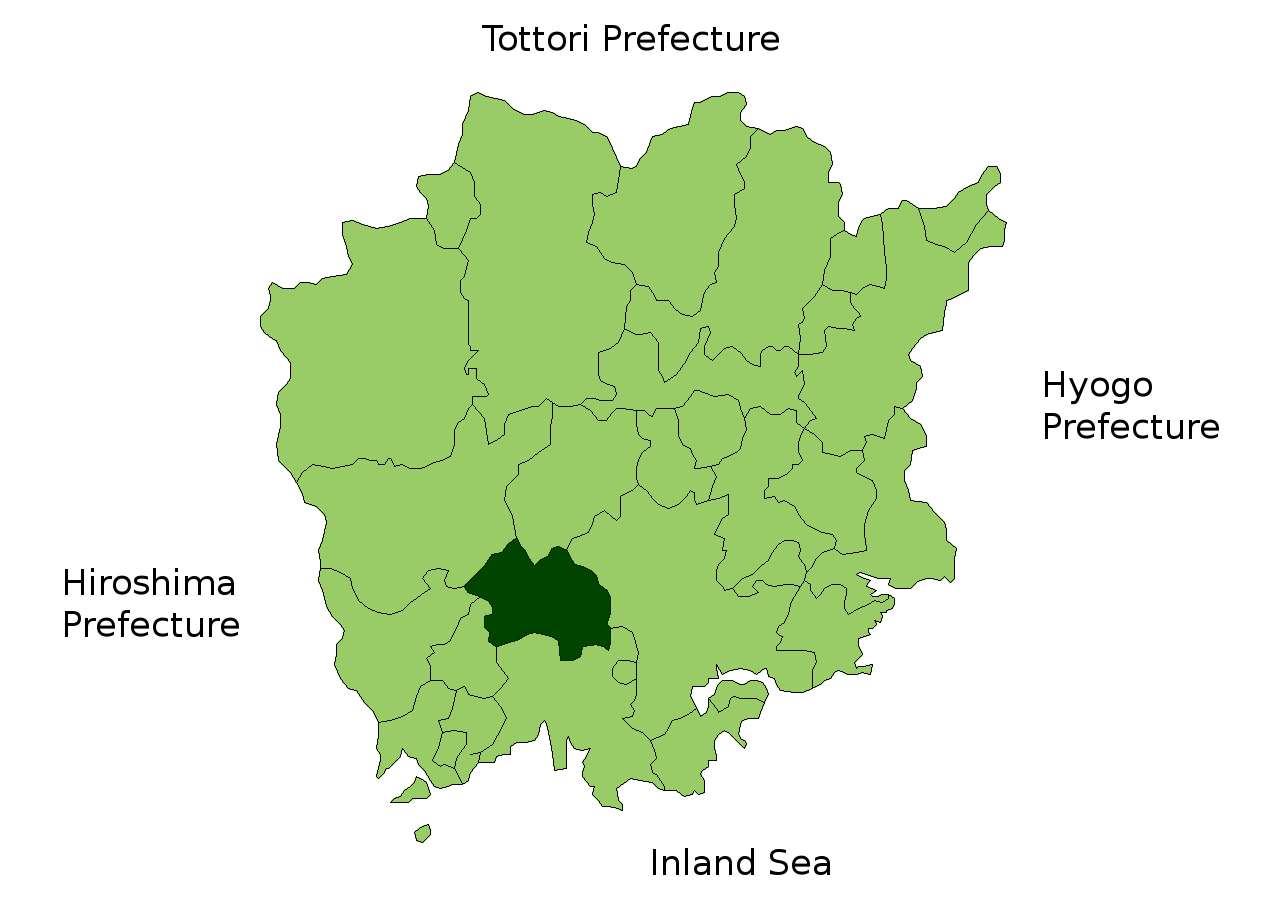

Sōja (総社市 Sōja-shi?) este un municipiu din Japonia, prefectura Okayama.